# Ізамбаєво
Ізамба́єво (рос. Изамбаево, чув. Исампай) — присілок у Чувашії Російської Федерації, у складі Ядринського сільського поселення Ядринського району.
Населення — 211 осіб (2010; 267 в 2002, 387 в 1979, 452 в 1939, 579 в 1926, 453 в 1899, 289 в 1858). У національному розрізі у присілку мешкають чуваші та росіяни.

## Історія
Історична назва — Ізанбаєва. Засновано 18 століття як виселок присілку Янимово. До 1866 року селяни мали статус державних, займались землеробством, тваринництвом. 1884 року відкрито початкове земське училище, у 1920-ті роки працювали різні майстерні. 1929 року створено колгосп «Смичка». До 22 липня 1920 року присілок входив до складу Малокарачкінської волості Козьмодемьянського, до 5 жовтня 1920 року — Чебоксарського, до 1927 року — у складі Ядринського повітів. Після переходу 1927 року на райони — у складі Ядринського району.

## Господарство
У присілку діють будинок культури, пошта, спортивний майданчик та магазин.